# اچ‌ام‌اس لدا (۱۸۰۰)
اچ‌ام‌اس لدا (۱۸۰۰) (به انگلیسی: HMS Leda (1800)) یک کشتی بود که طول آن ۱۵۰ فوت ۲ اینچ (۴۵٫۷۷ متر) بود. این کشتی در سال ۱۸۰۰ ساخته شد.